# تشارلي كريكمور
تشارلي كريكمور (بالإنجليزية: Charlie Crickmore)‏ (11 فبراير 1942 - 1 أكتوبر 2018) هو لاعب كرة قدم بريطاني في مركز جناح ‏. لعب مع نادي بورنموث.

## وصلات خارجية
- تشارلي كريكمور على موقع قاعدة بيانات كرة القدم.إي يو (الإنجليزية)